# Komisariat Holby
Komisariat Holby (ang. Holby Blue, 2007–2008) – brytyjski serial kryminalny nadawany przez stację BBC One od 8 maja 2007 do 5 czerwca 2008 roku. W Polsce nadawany  przez BBC Entertainment od 19 maja 2010 roku oraz BBC HD.

## Fabuła
Po atakach terrorystycznych na World Trade Center z 11 września 2001 roku zmieniło się postrzeganie pracy policjantów. Społeczeństwo oczekuje, że stróże prawa zaangażują się także w wojnę z terroryzmem. Zespół funkcjonariuszy nie tylko walczy z bezwzględnymi przestępcami, lecz także stara się tropić zamachowców.

## Obsada
- Cal Macaninch jako DI John Keenan
- Richard Harrington jako DS Luke French
- Jimmy Akingbola jako PC Neil Parker
- Zoe Lucker jako Kate Keenan
- Elaine Glover jako PC Lucy Slater
- Chloe Howman jako PC Kelly Cooper
- Joe Jacobs jako PC William Jackson
- Kieran O’Brien jako PC Robert Clifton
- David Sterne jako sierżant Edward Macfadden
- Kacey Ainsworth jako inspektor Jenny Black
- James Hillier jako sierżant Christian Young
- Sara Powell jako Rachel Barker